# Nina wiecznie żywa
Nina wiecznie żywa (ang. Nina Forever) – brytyjski film fabularny z 2015 roku, napisany, wyreżyserowany i zmontowany przez braci Bena i Chrisa Blaine'ów. Stanowi hybrydę horroru, romansu i czarnej komedii; opowiada historię pary nawiedzanej przez ducha byłej partnerki mężczyzny. W filmie w rolach przodujących wystąpili  Fiona O'Shaughnessy (jako tytułowa Nina), Abigail Hardingham i Cian Barry. Zdjęcia kręcono w Londynie.
Światowa premiera projektu odbyła się 14 marca 2015 podczas South by Southwest Film Festival. W styczniu 2016 nastąpiła premiera komercyjna w Japonii, a w lutym tego roku − w Wielkiej Brytanii i Stanach Zjednoczonych. W Polsce obraz premierowo wyemitowała stacja Cinemax 1 kwietnia 2016. Film zebrał pozytywne recenzje krytyków.

## Opis fabuły
Po śmierci ukochanej Niny nieszczęśliwy Rob próbuje popełnić samobójstwo. Nie udaje mu się. Zadurzona w romantyku jest ekscentryczna Holly, owładnięta manią śmierci. Oboje zaczynają się spotykać i bardzo szybko zbliżają się do siebie. Gdy jednak tylko planują odbyć stosunek seksualny, w ich łóżku pojawia się martwa Nina.

## Obsada
- Fiona O'Shaughnessy − Nina Elliot
- Abigail Hardingham − Holly
- Cian Barry − Rob
- Elizabeth Elvin − Sally Elliot
- David Troughton − Dan Elliot
- Sean Verey − Josh
- Javan Hirst − David

## Wydanie filmu
Światowa premiera filmu odbyła się podczas teksańskiego festiwalu South by Southwest (SXSW) 14 marca 2015. 1 sierpnia tego roku projekt zaprezentowano widzom Fantasia International Film Festival w Kanadzie, a 28 września − obecnym na Międzynarodowym Festiwalu Filmowym w Vancouver. Po pokazach festiwalowych w Szwecji, Meksyku i we Włoszech obraz trafił do dystrybucji kinowej: w Japonii 19 stycznia 2016, a w Stanach Zjednoczonych 12 lutego 2016. 22 lutego film wydano na dyskach DVD i Blu-ray na terenie Wielkiej Brytanii. W Polsce projekt ukazał się premierowo na antenie stacji Cinemax 1 kwietnia 2016.

## Odbiór
Odbiór projektu przez krytyków był pozytywny. Agregujący recenzje filmowe serwis Rotten Tomatoes, w oparciu o dwadzieścia dwa omówienia, okazał obrazowi 95-procentowe wsparcie. Analogiczna witryna, Metacritic, wykazała, że siedemdziesiąt pięć procent opiniodawców uważa Nina Forever za film udany. Jim Harper, redaktor współpracujący z witryną o nazwie Electric Sheep, okrzyknął projekt mianem "pewnego siebie" i "oryginalnego", a jego reżyserom wróżył "interesującą karierę". Mallory Andrews (Movie Mezzanine) uznała obraz za "zaskakująco emocjonalny", a Jordan Hoffman (The Guardian) chwalił jego "niesamowity erotyzm".

## Nagrody i wyróżnienia
- 2015, British Independent Film Awards:
  - nagroda British Independent Film w kategorii najbardziej obiecująca młoda aktorka (wyróżniona: Abigail Hardingham)[5]
  - nominacja do nagrody im. Douglasa Hickoksa (Chris Blaine, Ben Blaine)[5]
- 2015, Morbido Fest:
  - Nagroda Widzów (Chris Blaine, Ben Blaine, firma Casualties Bureau)[5]
- 2016, Fangoria Chainsaw Awards:
  - nominacja do nagrody Chainsaw w kategorii najlepsza aktorka drugoplanowy (Fiona O'Shaughnessy)[6]